# Liste de spéléologues roumains
L'histoire et le développement de la spéléologie ont été marqués par les activités de personnages particulièrement actifs ou médiatiques.
Voici une liste non exhaustive de certains de ces hommes et femmes, de nationalité roumaine
- Haut – A
- B
- C
- D
- E
- F
- G
- H
- I
- J
- K
- L
- M
- N
- O
- P
- Q
- R
- S
- T
- U
- V
- W
- X
- Y
- Z

## R
- Emil Racoviță (°1868 - †1947), francisé en Émile Georges Racovitza,
- Constantin Rădulescu (°1932 - †2002),

- Haut – A
- B
- C
- D
- E
- F
- G
- H
- I
- J
- K
- L
- M
- N
- O
- P
- Q
- R
- S
- T
- U
- V
- W
- X
- Y
- Z

## Source
- (ro) Cet article est partiellement ou en totalité issu de l’article de Wikipédia en roumain intitulé « Categorie:Speologi români » (voir la liste des auteurs).